# Aguieira
Aguieira ist ein Ort und eine ehemalige Gemeinde (Freguesia) im portugiesischen Kreis Nelas. Die Gemeinde hatte 558 Einwohner (Stand 30. Juni 2011).
Am 29. September 2013 wurden die Gemeinden Aguieira und Carvalhal Redondo zur neuen Gemeinde União das Freguesias de Carvalhal Redondo e Aguieira zusammengeschlossen.